# Llista de partits polítics de Ruanda
Aquesta és una llista de partits polítics de Ruanda. Ruanda és un sistema de partit hegemònic amb el Front Patriòtic Ruandès en el poder. Es permeten els partits d'oposició, però es considera que no tenen possibilitats reals d'assolir el poder.

## Partits
- Partit Social Imberakuri
- Front Patriòtic Ruandès
- Partit Demòcrata Centrista
- Partit Democràtic Ideal
- Partit Socialista Ruandès
- Unió Democràtica del Poble Ruandès
- Partit Socialdemòcrata
- Partit Liberal
- Partit pel Progrés i la Concòrdia
- Partit Verd Democràtic de Ruanda

### Partits antics
- Moviment Republicà Nacional per la Democràcia i el Desenvolupament
- Coalició per la Defensa de la República
- Unió Nacional Ruandesa

### Partits il·legals
- Protocol de Rwanda pel Retorna del Regne (dirigit per Eugenio Nkubito)
- Coalició de les Forces Democràtiques (dirigida per John Kanyamanza)
- Partit per a la Renovació Democràtica (dirigit per l'expresident Pasteur Bizimungu)
- Forces Democràtiques d'Alliberament de Ruanda
- Moviment Democràtic Republicà